# 1819 Laputa
1819 Laputa è un asteroide della fascia principale del diametro medio di circa 48,92 km. Scoperto nel 1948, presenta un'orbita caratterizzata da un semiasse maggiore pari a 3,1417321 UA e da un'eccentricità di 0,2239224, inclinata di 23,89012° rispetto all'eclittica.
L'asteroide è dedicato all'isola volante di Laputa, presente nel romanzo I viaggi di Gulliver.